# Oscar Decombaz
Oscar Decombaz (1866 - 1914) est un spéléologue français. 
Il est surtout connu pour son inventaire et sa promotion touristique des cavités du Vercors.

## Biographie
Oscar Decombaz est né  le 12 juin 1866 à Lausanne en Suisse ; il est décédé à l'hôpital de La Tronche en février 1914, d'une fièvre infectieuse faisant suite à un chaud et froid, à l'âge de 47 ans.
Il vient très jeune en France, s'y fait naturaliser et y accomplit son service militaire
Il débute dans la vie professionnelle comme comptable à Romans-sur-Isère dans la Drôme, dans une usine où il rencontre Charlotte Bouzigues qu'il épouse le 5 juillet 1890. Ils ont une première fille, Cécile (°1891 - †1908).
À partir de 1895, il prend goût à la visite des grottes. Ses fréquents déplacements attirent l'attention. Il est dénoncé par la population locale comme espion.
En 1896, il devient comptable à la tournerie Mayet à Pont-en-Royans en Isère, où naît son deuxième enfant, René Fernand en 1898.
Il devient l'ami de Melliet qui le pousse dans ses descentes aventureuses au sein des cavités.
Il fait aussi la connaissance d'Édouard-Alfred Martel qui vient dans le Vercors en 1896 et en 1899.
Vers 1900 ou 1901, il quitte le Vercors pour une place de Secrétaire général du palais d'hiver (casino) de Pau. Son troisième enfant, Yvonne naît dans cette ville le 20 avril 1904.
Il cesse ses activités au casino de Pau en 1904, puis retourne à Grenoble où le 1er octobre 1909 il devient propriétaire du Grand café de la Paix, place Grenette. Cet établissement possède de grandes salles dans lesquelles se réunissent plusieurs associations de montagne et d'autres sports de plein air.
Il est membre du Secours en montagne, du Comité d'embellissement de la ville de Grenoble et Officier d'Académie.
Son épouse retourne s'installer à Romans, avec ses descendants, après le décès d'Oscar.

## Activités spéléologiques
Il débute sa courte carrière spéléologique en 1895. Il fréquente la montagne et commence à parcourir les grottes de la région. Il décrit des grottes déjà connues et explorées (grotte Favot, grottes Merveilleuses…). Il aurait pris en cela la suite d'un certain Roche mort en 1895.
Decombaz justifie ses explorations par des motifs touristiques ; cependant il est dans la lignée de Martel : les énigmes du sous-sol le passionnent et son point de vue est souvent celui du géologue ou de l'hydrogéologue. Ainsi, il descend le puits de la grotte Favot pour vérifier ses hypothèses relatives à la Crevaison de la Luire.
Oscar Decombaz consulte et synthétise les théories des géologues locaux, tels que Lory.
Il fait œuvre de pionnier dans certaines cavités : scialet des Fauries (−43 m), scialet Idelon (−45 m), grotte de la Luire (-110) ; mais il n'ose pas aborder le puits de Malaterre pourtant déjà connu (−120 m). Dans les Arbailles, il descend le Bedola-co-Lecia (−65 m).
Il devient le correspondant de la Nature et de Spelunca, la revue de la Société de spéléologie dont il est membre.
Son activité spéléologique se réduit lorsqu'il quitte le Dauphiné vers 1900. Elle s'achève en 1902, l'année où il accompagne Martel dans les Arbailles.
Il laisse finalement la description d'une cinquantaine de cavités du Vercors, dont certaines deviendront de grands réseaux : Bournillon, la Luire, Déramats, Goule Blanche, Chevaline, Cholet, etc.
Après 1909, Oscar Decombaz s'occupe encore de visites collectives dans les gorges de la Bourne, mais sans activité spéléologique.

## Œuvres
- Decombaz, O. (1897) : Les grottes de la vallée de la Bourne, in Annales de la Société des touristes du Dauphiné (Grenoble), 1897 (23), pages 102-153.
- Decombaz, O. (1898) : Grottes de la vallée de la Bourne, in Mémoires de la Société de spéléologie (Paris), 1898 (13), pages 3-54.
- Decombaz, O. (1898) : Grottes du Vercors, in Spelunca bulletin (Paris), 1898 (15), page 129.
- Decombaz, O. (1899) : Explorations souterraines dans le Royans et le Vercors, in  Mémoires de la Société de spéléologie (Paris), 1899 (22), pages 359-408, 2 photographies, 17 planches.
- Decombaz, O. (1899) : La station préhistorique de Bobache, près les Baraques (Vercors), in Spelunca (Paris), 1899 (17-20), page 49-51.
- Decombaz, O. (1899) : Visite publique de la grotte du Bournillon, in Spelunca (Paris), 1899 (17-20), page 68-69.
- Decombaz, O. (1900) : Explorations de Mr Decombaz dans le Vercors, in Spelunca (Paris), 1900 (21-22), page 46-47.
- Decombaz, O. (1900) : Excursions aux environs de Pont-en-Royans Librairie Dauphinoise, 26 pages.
- Decombaz, O. (1902) : Recherches spéléologiques dans le Vercors, in Spelunca (Paris), bulletin et Mémoires de la Société de spéléologie (Paris), 1902 (31), page 365-384, 6 figures.
- Decombaz, O. (1907) : Un peu de spéléologie, in Revue des Alpes dauphinoises, pages 295-296.
- Decombaz, O. (1914) : in La Nature, 4 juillet 1914, page 2145.

## Sources et références
- « Les grandes figures disparues de la spéléologie française », Spelunca (Spécial Centenaire de la Spéléologie), no 31,‎ juillet-septembre 1988, p. 45 (lire en ligne)
- Delanghe, Damien, Médailles et distinctions honorifiques (document PDF), in : Les Cahiers du CDS no 12, mai 2001.
- Association des anciens responsables de la fédération française de spéléologie : In Memoriam.
- Ageron, P. (1981) : Parmi les pionniers de la spéléologie française : Oscar Decombaz, in Spelunca  (Paris), 1961 (1), pages 12-14.
- Pommier, C. (1966) : Il y a 10 ans naissait : Oscar Decombaz, pionnier de la spéléologie dauphinoise, in Speleos (Valence), 1966 (55), pages 5-12.
- Martel, E.-A. (1899) : Cavernes de la Chartreuse et du Vercors, in Annuaire de la Société des touristes du Dauphiné (Grenoble), pages 228-235.
- Martel, E.-A. (1905) : La spéléologie au vingtième siècle, publication de la Société de spéléologie (Paris), page 69 (sur 810).
- Martel, E.-A. (1933) : La France ignorée, Librairie Delagrave (Paris), pages 161-165, 173-174, 259, 262.